# Charlie Barnet
Pour les articles homonymes, voir Daly et Barnet.
Ne doit pas être confondu avec Charlie Barnett.
Charles Daly, plus connu sous le nom de Charlie Barnet, né le 26 octobre 1913 à New York et mort le 4 septembre 1991 à San Diego, est un saxophoniste et chef d'orchestre de jazz américain.

## Carrière musicale
Petit-fils de Charles Frederick Daly, un éminent banquier qui fut aussi vice-président de la compagnie « New York Central Railroad », et donc financièrement plus qu’à l’aise, Charlie Barnet étudie très jeune le piano et le saxophone (le ténor, mais également l’alto et le soprano). Il commence à jouer professionnellement à New York dès 1929, alors que sa famille désirait qu’il devînt avocat, puis dirige un petit orchestre sur un bateau de croisières et voyage entre l'Amérique et l'Europe en 1930. De retour au pays, il fait partie de l'orchestre de la Rumsey academy puis joue avec les Pennsylvanians de Frank Winnegar. Il travaille un temps avec Jack Purvis et Beasley Smith avant de former un big band au début de 1933 avec des arrangements de Fletcher Henderson, Benny Carter ou Don Redman. En 1934, son orchestre est le premier big band blanc à jouer au célèbre Apollo de Harlem.
Le big band de Charlie Barnet n’atteint vraiment la popularité qu’à partir de la période 1939-1941, après qu’il a gravé sa version à succès de Cherokee, écrite par Ray Noble et arrangée par Billy May. En 1944, Barnet obtient un autre grand succès avec sa composition Skyliner.
Nombreux sont les grands musiciens de jazz à être passés à un moment ou un autre par son orchestre : Buddy DeFranco, Roy Eldridge, Neal Hefti, Lena Horne, Barney Kessel, Dodo Marmorosa (en), Oscar Pettiford, Tiny Kahn, ou encore, lors de la période bebop de son orchestre, après 1947, les trompettistes Maynard Ferguson, Doc Severinsen ou Clark Terry.
Compositeur d’un morceau intitulé Count’s Idea, il est un admirateur déclaré de Count Basie (lequel, en 1939, lui prête des partitions après que les siennes propres ont été détruites dans l’incendie du Palomar Ballroom de Los Angeles) et, surtout, de Duke Ellington. Non seulement ses arrangements s’inspirent souvent de la manière du Duke, mais, en outre, il enregistre beaucoup de thèmes ellingtoniens (Echoes of Harlem, Caravan, Rockin' in Rhythm, The Gal from Joe's, Ring Dem Bells, Drop me off in Harlem, etc.). De surcroît, certaines compositions de Barnet, telles Lazy Bug ou Ogoun Badagris, « sonnent » comme des morceaux de style jungle typiquement ellingtoniens. Chacun des deux leaders propose à l'autre des morceaux originaux : ainsi, Duke Ellington enregistre en 1939 In a Mizz (où intervient la chanteuse Ivie Anderson), une composition de Barnet, et, en retour, « donne » à Barnet The Duke’s Idea, gravé la même année.
Après avoir dissous son orchestre en 1949, il ne joue plus qu’occasionnellement. Il continue toutefois de considérer Duke Ellington comme son « héros musical ». Ainsi, il organise en septembre 1964 une soirée privée où Duke et son orchestre jouent au San Jacinto Country Club de Palm Springs. Enfin, et c’est le dernier enregistrement qu’on ait de lui, il se produit le 5 juillet 1968 au Newport Jazz Festival avec le Duke Ellington Orchestra (quoique ce soit Nat Pierce qui ce jour-là joue du piano).

## Carrière cinématographique
En 1935, comme acteur, il tourne deux films avec Simone Simon et Jimmy Durante.
Au saxophone ou comme chef d'orchestre, il apparaît dans les films : La Fièvre du jazz (1942), Sérénade américaine (1944), Idea Girl (1946), The Fabulous Dorseys (1947), A Song is Born (1948), Make Believe Ballroom (1949) et The Big Beat (1957).